# Fábio Aurélio
Fábio Aurélio Rodrigues (* 24. September 1979 in São Carlos, Brasilien) ist ein ehemaliger brasilianischer Fußballspieler.

## Karriere
Fabio Aurelio spielte bei seinem Jugendverein FC São Paulo ab 1997 in der ersten Mannschaft. Nach den Olympischen Spielen 2000 wechselte der Verteidiger nach Spanien zum FC Valencia und unterschrieb einen Vertrag für sechs Jahre. In der Saison 2001/02 gewann er mit Valencia den spanischen Meistertitel und konnte somit bereits seinen ersten großen Erfolg feiern. Auch die Saison 2003/04 war eine sehr erfolgreiche Saison für seinen Verein. Fabio Aurelio musste jedoch wegen eines Beinbruchs die gesamte Saison pausieren und kam nur auf je zwei Einsätze in der Primera División und im UEFA-Pokal.
In der darauffolgenden Saison steckte er seine Verletzung gut weg und konnte wieder auf mehr Einsätze beim spanischen Meister zurückblicken. In der Saison 2005/06 spielte er in 24 der insgesamt 38 Ligaspiele und erzielte dabei zwei Tore. Auch im UI-Cup 2006 gehörte Aurelio zur Stammelf des FC Valencia, man verlor jedoch im Finale gegen den Hamburger SV.
Fabio Aurelio besitzt einen italienischen Pass. Dieser war die Grundlage dafür, dass seinem Verein in der spanischen Liga Einsätze als EU-Bürger erlaubt wurden.
Von 2006 bis 2010 spielte Fabio Aurelio nach einem ablösefreien Transfer beim FC Liverpool, wo er wieder unter Rafael Benítez, seinem ehemaligen Erfolgstrainer des FC Valencia, arbeitete. Dies war nach Aussagen von Aurelio auch der Hauptgrund für seinen Wechsel zum damaligen englischen Rekordmeister.
Am 25. Mai gab der FC Liverpool bekannt, dass es zu keiner Einigung bezüglich einer Vertragsverlängerung kam. Somit verließ Aurélio den Verein im Sommer. Am 31. Juli gab der FC Liverpool jedoch die Rückkehr des Abwehrspielers bekannt, der einen auf zwei Jahre befristeten Vertrag unterzeichnete.
Am 24. Mai 2012 gab der brasilianische Erstligist Grêmio Porto Alegre bekannt, dass Aurélio einen Vertrag bis zum 31. Dezember 2013 unterschrieben hat. Er arbeitet dort mit Vanderlei Luxemburgo, seinem Trainer in diversen brasilianischen Jugendauswahlmannschaften, zusammen.

### Erfolge
- 2 × Spanischer Meister: 2002, 2004 (FC Valencia)
- 1 × UEFA-Pokalsieger: 2004 (FC Valencia)
- 1 × Europäischer Supercup: 2004 (FC Valencia)

## Nationalmannschaft
Fabio Aurelio spielte in zahlreichen U-17, U-20 und U-23 Spielen Brasiliens. Er nahm mit seinem Heimatland an den Olympischen Spielen 2000 in Sydney teil, wo er gleich im ersten Spiel gegen die Slowakei ein Tor erzielte. Weitere Spiele bei den Olympischen Spielen bestritt er gegen Südafrika, Japan und Kamerun.